# Novohradkivka
Novohradkivka  (ucraniano: Новоградківка) es una localidad del Raión de Ovidiopol en el Óblast de Odesa de Ucrania. Según el censo de 2001, tiene una población de 1865 habitantes.